# Deci-hertz Interferometer Gravitational wave Observatory
Le DECi-hertz Interferometer Gravitational wave Observatory (ou DECIGO) est un détecteur d'ondes gravitationnelles spatial japonais en projet. Celui-ci est prévu pour être sensible dans la bande de fréquence entre 0,1 et 10 Hz, qui lui donne son nom ; cette bande de fréquence fait le pont entre LISA et les détecteurs terrestres. Un précurseur, B-DECIGO, est prévu pour un lancement dans les années 2030, DECIGO devant être lancé après celui-ci.

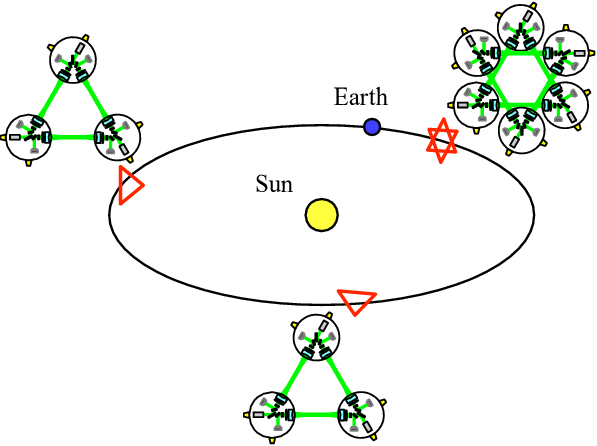
Configuration prévue de DECIGO.

La conception s'inspire de celle de LISA, avec quatre groupes de satellites arrangés en triangle en orbite héliocentrique, formant ainsi un réseau d'interféromètres ; il se distingue cependant par une séparation entre les satellites de l'ordre de 1 000 km, bien inférieure aux millions de km de LISA, qui lui permet de sonder une bande de fréquence différente. Trois des groupes de satellites sont répartis équitablement autour du Soleil, tandis que le quatrième est placé au même endroit que l'un d'eux. Cette configuration a pour but de faciliter la corrélation entre les observations des différents groupes.

## Historique
DECIGO a été proposé pour la première fois en octobre 2000 sous le nom de "antenne spatiale d'ondes graviationnelles à courte portée" (短距離型スペース重力波アンテナ (Tankyorigata Supēsu Jūryokuha Antena)), lors d'une présentation donnée par Seiji Kawamura au ICRR Satellite Symposium. Le nom "DECIGO" apparaît pour la première fois dans une présentation de Naoki Seto, Kawamura et Takashi Nakamura en septembre 2001, à l'assemblée de la Société de physique du Japon à l'Université internationale d'Okinawa.
Il est alors conçu comme un projet suivant KAGRA, et était initialement prévu pour 2027. Le projet est décrit en détail en 2008, dans un papier dirigé par Kawamura impliquant 135 chercheurs, qui pose les bases du projet. La bande de fréquence cible est identifiée, et la conception en groupes de satellites en triangle est établie. Le but principal est alors d'établir une complémentarité avec les projets LISA et LIGO.
En 2021, un nouveau papier propose un nouveau calendrier pour DECIGO, intégrant une mission préparatoire B-DECIGO destinée à démontrer les technologies utilisées pour DECIGO, ainsi que deux missions à petites échelles permettant de tester des parties précises du détecteur prévues pour les années 2020.

## Objectifs scientifiques
DECIGO a pour but de sonder une bande de fréquence différente des interféromètres terrestres et de LISA, qui peut ainsi contenir des sources différentes. L'objectif principal de DECIGO est la détection d'ondes gravitationnelles primordiales, générées durant les premiers instants de l'univers, lors de la période d'inflation. Il est également prévu d'observer des binaires d'étoiles à neutrons lointaines ; ces mesures peuvent permettre de déterminer certains paramètres cosmologiques comme la densité d'énergie sombre. Elles permettraient aussi de prédire la coalescence de celles-ci, qui pourrait par la suite être observées par des observatoires de rayons gammas et des télescopes. Enfin, DECIGO serait à même d'observer les fusions de potentiels trous noirs de masse intermédiaire.

## B-DECIGO
B-DECIGO est une mission visant à démontrer les différentes technologies prévues pour DECIGO. Elle représente un seul groupe de satellites, dont les satellites seront séparés de 100 km seulement, avec un laser de 1 W (au lieu de 10) et des miroirs de 30 kg. La mission serait en orbite terrestre, à 2 000 km d'altitude. Le lancement est actuellement prévu pour les années 2030.